# Куп Републике Српске у фудбалу
Куп Републике Српске у фудбалу је такмичење које се одржава на територији Републике Српске, у БиХ, у организацији Фудбалског савеза Републике Српске. Прво такмичење је одржано у сезони 1993/94, а актуелни освајач је бањалучки Борац.

## Систем такмичења
У купу учествују фудбалски клубови са подручја Републике Српске. Клубови нижег нивоа такмичења морају у оквиру подручних савеза изборити учешће у купу. Завршница такмичења почиње од шеснаестине финала када се прикључују сви клубови из Прве лиге Републике Српске и клубови Републике Српске који се такмиче у Премијер лиги Босне и Херцеговине. Мјесто одигравања финалне утакмице се одређује почетком сезоне.

## Историја

### 1994
Куп Републике Српске је рођен у најтежим данима рата и то у Бањалуци. Знајући да је током ратних дејстава немогуће организовати једно лигашко фудбалско такмичење, фудбалски радници Републике Српске су се одлучили за организовање Купа Републике Српске. Финале премијерног издања Купа Републике Српске одиграно је на Градском стадиону у Бањалуци, а Козара је послије бољег извођења пенала славила побједу против Слоге из Добоја. У регуларном току је било 0:0. Остаће уписано да је у првој години одржавања Купа Републике Српске учествовало 111 екипа.

### 1995
Недуго након завршетка рата фудбал је поново кренуо да сија пуним сјајем. Након потиса Дејтонског мировног споразма у финалу Купа Републике Српске 16. децембра 1995. године прву утакмицу финала играли су Рудар Приједор и Борац из Бања Луке. Утакмица је играна у Приједору у правој зимској идили и не тако добрим условима за фудбал. Одиграна је јако добра утакмица, виђена су четири поготка, те је завршено 2:2. Реванш је требао да се игра 20. децембра, али густа магла у Бањалуци је то спријечила. На Градском стадиону се окупило готово 10.000 гледалаца, али услова за игру није било, па је меч помјерен за 23. децембар. Три дана касније трибине Градског стадиона биле су премале да прихвате све оне који су били жељни фудбала, па новински извјештаји из тог времена говоре да се на трибине угурало и читавих 20.000 гледалаца. Постигнуто је пет погодака, а Борац је головима Секулића, Јагодића и Билбије славио побједу 3:2. За госте су погађали Краљ и Саламић.

### 1996
Другу годину узастопно пехару побједника Купа Републике Српске радовао се бањалучки Борац. Овај пут противник Бањалучанима била је екипа Јединства из Брчког. Претходно је Борац у полуфиналу проживио праву драму након што је извукао одличну екипу Боксита из Милића. Борац је побиједио у Милићима 1:0, али је у реваншу Боксит узвратио истом мјером и ишло се у пенале. Заблистао је у пенал серији голман Борца, Синиша Мркобрада, и одвео Бањалучане у финале. Јединство је те године приредило велико изненађење стигавши у финале и са том енергијом су и наставили даље, па су први меч у Брчком побиједили 2:1 головима Дамјановића и Сарића. Једини гол за Борац је постигао Јандрић. У реваншу, 3. јула 1996. године пред око 10.000 гледалаца Борац је успио успио да слави побједу од 1:0 новим голом Оливера Јандрића и због гола у гостима прослави свој други тријумф у Купу.

### 1997
До титуле најбоље екипе у Купу Републике Српске у сезони 1996/1997 стигла је трнска Слога. Послије двије сезоне када је побједник рјешаван у финалном двомечу, ове године, 14. јуна, играна је само једна утакмица на Градском стадиону у Бањалуци. Слога је славила са 1:0, а једини погодак је у 43. минути утакмице постигао Младен Згоњанин.

### 1998
Рудар из Угљевика је стигао до свог првог пехара намијењеног побједнику Купа Републике Српске у сезони 1997/1998. Највише је то урађено захваљујући фантастичном голману Милораду Максимовићу који је до лудила довео офанзивце Боксита из Милића, који нису имали рјешења да нађу пут до мреже иза његових леђа. У регуларном току финала које је играно на Градском стадиону у Бањалуци било је 0:0, а онда се приступило једанаестерцима. Максимовић је одбранио пенал, Вујачић је погодио пречку и славље Угљевичана је могло да почне.

### 1999
Успјех из претходне сезоне Рудар из Угљевика је поновио и у сезони 1998/1999. Финална утакмица донијела им је двобој у Бањалуци против Слоге из Трна. Поново су пенали били срећни за екипу Рудара, а овај пут се прославио голман Синиша Јањић. Одбранио је он један једанаестерац у пенал серији, и то је било довољно за други пехар намијењен побједнику Купа Републике Српске.

### Козара два пута најбоља
Након двије титуле Приједорчана услиједила је ''дупла круна" Козаре из Градишке. Они су у финалима играним 2000. и 2001. године освојили два пехара побједника Купа Републике Српске и то против Слободе из Новог Града, те Боксита из Милића. Против Слободе је био довољан и један погодак, а овај пут је финале ријешио Саша Петровић који је једном побјегао одбрани Слободе и погодио за 1:0 и славље, друго Козарино у историји. До свог другог узастопног, а трећег укупно, пехара Козара је стигла годину дана касније. 9. јуна 2001. године су са 3:0 савладали Боксит из Милића, а пехар Градишчанима донијели су Зоран Благојевић, Бабић и Самуровић.

### 2002
Први пут у сезони 2001/02 трофеј је отишао на југ Републике Српске, у Требиње. Трећу годину узастопно Козара је играла у финалу, али овај пут нису могли преко Леотара до трећег узастопног трофеја. На Градском стадиону у Бањалуци Леотар је повео већ у првој минути голом Хајдера. Играч утакмице, Павле Делибашић је у 65. минути удуплао предност Леотара, да би коначних 2:1 постигао Чолић у 90. минуту из пенала, те је финале завршено побједом Леотара 2:1.

### 2003
У сезони 2002/03 по други пут се у финалу нашло Јединство из Брчког и по први пут Модрича. Пред око 2000 гледалаца на Градском стадиону у Бањалуци на гол се чекало све до 86. минуте, а тада гол вриједан трофеја постиже Драгиша Жугић, те Јединство долази до свог првог трофеја намијењеног побједнику Купа Републике Српске.

### 2004
У финалу Купа играног у сезони 2003/04 ушли су по други пут Леотар и Модрича. Модричани ни у другом узастопном финалу нису успјели да се домогну трофеја, јер је Леотар освојио други наслов најбоље екипе у Купу побједом након бољег извођења једанаестераца. Послије 0:0 у регуларном дијелу, услиједили су једанаестерци, а ту се прославио Александар Божовић који брани пенале Марку Стојићу и Марку Бајићу,те је Синиша Мулина могао да подигне пехар за најбољу екипу. Леотар је освојио Куп Републике Српске по други пут.

### 2005
Послије годину дана паузе, Јединство из Брчког се вратило у финале Купа Републике Српске и освојило овај трофеј. У сезони 2004/05 противник Брчацима у финалу била је добојска Слога, а у голеади на Градском стадиону Брчаци су били доминантни, те однијели тријумф. Са два гола Стјепановића и једним Бојића Брчаци су стекли 3:0, прије него је Слога успјела у финишу меча са два гола Жигића да ублажи пораз. Јединство је у трећем финалу стигло до другог трофеја.

### 2006
Златне године Славије из Источног Сарајева крунисане су пехарима у Купу Републике Српске. У свом првом финалу Соколови су надмудрили Рудар из Приједора са 3:2 на стадиону у Модричи. Била је то сјајна утакмица, достојна једног финала. Преко Драгана Бјелице у 17. минуту екипа из Источног Сарајева долази у водство. Осам минута касније Славиша Краљ доноси поравнање, да би пред сами одлазак на полувријеме Миланко Ђерић донио ново водство Славији. Деспотовић је успио у 76. минуту да поново изједначи, али у 73. минути Сретко Вуксановић реализује пенал којег је досудио судија Никола Јањушевић и доноси трофеј Славији.

### 2007
Коначно је и Модрича успјела доћи до трофеја. Послије неуспјеха 2003. и 2004. године Модрича се нашла поново у финалу у сезони 2006/07. Пред око 2500 гледалаца на стадиону "Радолинка" у Теслићу Модрича је савладала Радник у финалу са 2:1, а човјек одлуке био је Стево Николић који је погодио у 79. минуту за побједу Модриче. Претходно је Бојић довео Модричу у водство, да би Гајић изједначио на 1:1.

### 2008
Након годину дана одсуства пехар се вратио у витрине Славије. У фантастичном мечу на Градском стадиону у Бањалуци Соколови су славили побједу 3:2. Стојан Врањеш је довео домаће у водство у 13. минуту. Осам минута касније Дарко Спалевић је изједначио на 1:1, прије него је Рикановић у 38. минуту из пенала поново довео Борца у водство. Александар Косорић је у 67. минуту изједначио на 2:2, да би Дарко Спалевић другим голом у 83. минуту растужио готово 4000 домаћих навијача на Градском стадиону и по други пут понио пехар у Источно Сарајево.

### 2009
Послије пораза сезону раније у финалу, Борац се вратио мотивисан у сезони 2008/09 да донесе пехар поново на Градски стадион, први пут послије 13 година. На Градском стадиону у Бањалуци састали су се Борац и Радник, а Бањалучани нису имали милости, те су са 4:0 славили побједу головима Саше Кајкута који је био двоструки стријелац, те Павића и Билбије.

### Године бијељинског Радника
Од 2009. године креће серија Радника који је почео да доминира у Купу Републике Српске. Од сезоне 2008/09 када су поражени од Борац, па све до данашњих дана Радник је одиграо чак девет финала,а на седам је успио да домогне пехара. Први пут Радник је успио да тријумфује у сезони 2009/10 када су у двомечу успјели да савладају Козару. Послије четрнаест година у финалу су играна два меча, а Радник је након 1:0 код куће голом Никића у реваншу поражен са 2:1, али су због гола у гостима стигли до свог првог трофеја. Ипак, већ наредне године га враћају Борцу. Бањалучани су опет стигли до финала и опет су у финалу били бољи од Радника, овај пут са 2:0 головима Душка Стајића и Бранислава Крунић. Борац је пехар одбранио и у сезони 2011/2012 када су послије бољег извођења једанаестераца савладали Слободу из Мркоњић Града.
Радник је реванш Борцу дочекао у сезони 2012/13. У неизвјесном финалном двомечу који је завршен побједама гостију од по 1:0, за Борац је у Бијељини погодио Јоцо Стокић, за Семберце у Бањалуци Марко Басара, услиједили су једанаестерци у којима је Радник успјешнији, те тако стиже до свог другог трофеја. Радник ће и годину касније славити пехар. Овај пут Семберци су били бољи од Рудара из Приједора, поново послије пенала. Годину касније, Рудар ће успјети да освоји пехар намијењен побједнику Купа, а онда слиједи низ од четири финала која припадају Раднику, против Слободе из Новог Града, Леотара и два пута Крупе, те су Бијељинци тако и данас актуелни освајачи Купа Републике Српске у фудбалу.

## Резултати финалних утакмица
| Сезона   | Освајач                     | Резултат            | Финалиста                    |
| -------- | --------------------------- | ------------------- | ---------------------------- |
| 1993/94. | ФК Козара Градишка          | 0:0 (пен. 7:6)      | ФК Слога Добој               |
| 1994/95. | ФК Борац Бања Лука          | 2:2, 3:2            | ФК Рудар Приједор            |
| 1995/96. | ФК Борац Бања Лука          | 1:2, 1:0            | ФК Јединство Брчко           |
| 1996/97. | ФК Слога Трн                | 1:0                 | ФК Сарајево Српско Сарајево, |
| 1997/98. | ФК Рудар Угљевик            | 0:0 (пен. 4:2)      | ФК Боксит                    |
| 1998/99. | ФК Рудар Угљевик            | 0:0 (пен. 4:3)      | ФК Слога Трн                 |
| 1999/00. | ФК Козара Градишка          | 1:0                 | ФК Слобода Нови Град         |
| 2000/01. | ФК Козара Градишка          | 3:0                 | ФК Боксит                    |
| 2001/02  | ФК Леотар                   | 2:1                 | ФК Козара Градишка           |
| 2002/03. | ФК Јединство Брчко          | 1:0                 | ФК Модрича Максима           |
| 2003/04. | ФК Леотар                   | 0:0 (пен. 6:5)      | ФК Модрича Максима           |
| 2004/05. | ФК Јединство Брчко          | 3:2                 | ФК Слога Добој               |
| 2005/06. | ФК Славија Источно Сарајево | 3:2                 | ФК Рудар Приједор            |
| 2006/07. | ФК Модрича Максима          | 2:1                 | ФК Радник Бијељина           |
| 2007/08. | ФК Славија Источно Сарајево | 3:2                 | ФК Борац Бања Лука           |
| 2008/09. | ФК Борац Бања Лука          | 4:0                 | ФК Радник Бијељина           |
| 2009/10. | ФК Радник Бијељина          | 1:0,1:2             | ФК Козара Градишка           |
| 2010/11. | ФК Борац Бања Лука          | 2:0                 | ФК Радник Бијељина           |
| 2011/12. | ФК Борац Бања Лука          | 0:0 (пен. 3:1)      | ФК Слобода Мркоњић Град      |
| 2012/13. | ФК Радник Бијељина          | 0:1, 1:0 (пен. 4:2) | ФК Борац Бања Лука           |
| 2013/14. | ФК Радник Бијељина          | 0:0 (пен. 5:3)      | ФК Рудар Приједор            |
| 2014/15. | ФК Рудар Приједор           | 2:1 и 2:0           | ФК Крупа                     |
| 2015/16. | ФК Радник Бијељина          | 3:2                 | ФК Слобода Нови Град         |
| 2016/17. | ФК Радник Бијељина          | 2:0 и 2:1           | ФК Леотар                    |
| 2017/18. | ФК Радник Бијељина          | 1:1 (пен. 6:5)      | ФК Крупа                     |
| 2018/19. | ФК Радник Бијељина          | 3:1                 | ФК Крупа                     |
| 2019/20. |                             |                     |                              |
| 2020/21. | ФК Леотар                   | 2:0                 | ФК Крупа                     |
| 2021/22. | ФК Крупа                    | 2:0                 | ФК Рудар Приједор            |
| 2022/23. | ФК Борац Бања Лука          | 2:1                 | ФК Лакташи                   |
| 2023/24. | ФК Звијезда 09              | 1:1 (пен. 7:6)      | ФК Слога Добој               |
| 2024/25. | ФК Борац Бања Лука          | 2:1                 | ФК Леотар Требиње            |

## Освајачи купа
Куп Републике Српске највише пута су освајали Радник из Бијељине и Борац из Бање Луке са седам трофеја, а Козара из Градишке и Леотар из Требиња су три пута били најбољи у купу. По две титуле имају Рудар из Угљевика, Јединство из Брчког и Славија из Источног Сарајева, а по једном победници су били Рудар из Приједора, Модрича, Слога из Трна и Крупа.
| Клуб                     | Победник | Финалиста | Победник по годинама                                           | Финалиста по годинама               |
| ------------------------ | -------- | --------- | -------------------------------------------------------------- | ----------------------------------- |
| Радник Бијељина          | 7        | 3         | 2009/10, 2012/13, 2013/14, 2015/16, 2016/17, 2017/18, 2018/19. | 2006/07, 2008/09, 2010/11.          |
| Борац Бања Лука          | 7        | 2         | 1994/95, 1995/96, 2008/09, 2010/11, 2011/12, 2022/23, 2024/25. | 2007/08, 2012/13.                   |
| Козара Градишка          | 3        | 2         | 1993/94, 1999/00, 2000/01.                                     | 2001/02, 2009/10.                   |
| Леотар                   | 3        | 2         | 2001/02, 2003/04, 2020/21.                                     | 2016/17, 2024/25.                   |
| Јединство Брчко          | 2        | 1         | 2002/03, 2004/05.                                              | 1995/96.                            |
| Рудар Угљевик            | 2        | -         | 1997/98, 1998/99.                                              | -                                   |
| Славија                  | 2        | -         | 2005/06, 2007/08.                                              | -                                   |
| Рудар Приједор           | 1        | 4         | 2014/15.                                                       | 1994/95, 2005/06, 2013/14, 2021/22. |
| Крупа                    | 1        | 4         | 2021/22.                                                       | 2014/15, 2017/18, 2018/19, 2020/21. |
| Модрича Максима          | 1        | 2         | 2006/07.                                                       | 2002/03, 2003/04.                   |
| Слога Трн                | 1        | 1         | 1996/97.                                                       | 1998/99.                            |
| Звијезда 09              | 1        | -         | 2023/24.                                                       | -                                   |
| Слога Добој              | -        | 3         | -                                                              | 1993/94, 2004/05, 2023/24.          |
| Боксит                   | -        | 2         | -                                                              | 1997/98, 2000/01.                   |
| Слобода Нови Град        | -        | 2         | -                                                              | 1999/00, 2015/16.                   |
| Сарајево Српско Сарајево | -        | 1         | -                                                              | 1996/97.                            |
| Слобода Мркоњић Град     | -        | 1         | -                                                              | 2011/12.                            |
| Лакташи                  | -        | 1         | -                                                              | 2022/23.                            |